# العلاقات الكويتية المالطية
العلاقات الكويتية المالطية هي العلاقات الثنائية التي تجمع بين الكويت ومالطا.

## مقارنة بين البلدين
هذه مقارنة عامة ومرجعية للدولتين:
| وجه المقارنة                                              | الكويت        | مالطا                                                     |
| --------------------------------------------------------- | ------------- | --------------------------------------------------------- |
| المساحة (كم2)                                             | 17.82 ألف     | 316                                                       |
| عدد السكان (نسمة)                                         | 4.14 مليون    | 465.29 ألف                                                |
| الكثافة السكانية (ن./كم²)                                 | 232.32        | 147.24 ألف                                                |
| العاصمة                                                   | مدينة الكويت  | فاليتا                                                    |
| اللغة الرسمية                                             | اللغة العربية | اللغة المالطية، لغة إنجليزية                              |
| العملة                                                    | دينار كويتي   | يورو، ليرة مالطية                                         |
| الناتج المحلي الإجمالي (بليون دولار)                      | 120.13 مليار  | 12.54 مليار                                               |
| الناتج المحلي الإجمالي (تعادل القوة الشرائية) بليون دولار | 290.53 مليار  | 14.68 مليار                                               |
| الناتج المحلي الإجمالي الاسمي للفرد دولار أمريكي          | 29.30 ألف     | 22.60 ألف                                                 |
| الناتج المحلي الإجمالي للفرد دولار أمريكي                 | 73.25 ألف     |                                                           |
| مؤشر التنمية البشرية                                      | 0.816         | 0.839                                                     |
| رمز المكالمات الدولي                                      | +965          | +356                                                      |
| رمز الإنترنت                                              | .kw           | .mt                                                       |
| المنطقة الزمنية                                           | ت ع م+03:00   | توقيت وسط أوروبا، ت ع م+01:00، ت ع م+02:00، أوروبا/مالطا ‏ |

## منظمات دولية مشتركة
يشترك البلدان في عضوية مجموعة من المنظمات الدولية، منها:
| علم المنظمة | اسم المنظمة                               | تاريخ انضمام الكويت | تاريخ انضمام مالطا |
| ----------- | ----------------------------------------- | ------------------- | ------------------ |
|             | المنظمة الهيدروغرافية الدولية             | ?                   | ?                  |
|             | الاتحاد البريدي العالمي                   | ?                   | ?                  |
|             | يونسكو                                    | 18 نوفمبر 1960      | 10 فبراير 1965     |
|             | البنك الدولي للإنشاء والتعمير             | 13 سبتمبر 1962      | 26 سبتمبر 1983     |
|             | منظمة التجارة العالمية                    | ?                   | ?                  |
|             | وكالة ضمان الاستثمار متعدد الأطراف        | 12 أبريل 1988       | 12 سبتمبر 1990     |
|             | الاتحاد الدولي للاتصالات                  | 14 أغسطس 1959       | 1965               |
|             | منظمة الشرطة الجنائية الدولية             | ?                   | ?                  |
|             | مؤسسة التمويل الدولية                     | 13 سبتمبر 1962      | 1 يونيو 2005       |
|             | الأمم المتحدة                             | 14 مايو 1963        | 1 ديسمبر 1964      |
|             | منظمة حظر الأسلحة الكيميائية              | ?                   | ?                  |
|             | المركز الدولي لتسوية المنازعات الاستشارية | 4 مارس 1979         | 3 ديسمبر 2003      |

## وصلات خارجية
- موقع وزارة الخارجية الكويتية
- موقع وزارة الخارجية المالطية